# Zarządzanie przedsiębiorstwem
Zarządzanie przedsiębiorstwem – polega na harmonizowaniu działań wykonywanych na rzecz przedsiębiorstwa z zamiarem osiągnięcia jego celów w sposób sprawny, tzn. wykorzystując zasoby mądrze i bez zbędnego marnotrawstwa oraz skuteczny – prowadzący do zamierzonego wyniku.